# 九条基家
九条 基家（くじょう もといえ）は、鎌倉時代中期の公卿・歌人。太政大臣・九条良経の三男。官位は正二位・内大臣。後九条内大臣、または鶴殿と号す。

## 経歴
後京極摂政太政大臣・九条良経の三男として誕生。幼名は鶴殿。幼くして父・良経が病死したことから、後鳥羽上皇が自分の猶子として内蔵頭・藤原忠綱に養育を命じ、また外祖父の松殿基房も彼に公事に関する故実を伝授した。
摂関家出身のため建保3年（1215年）正五位下に直叙され、侍従に任ぜられる。同年中に従四位下・右近衛中将に昇進。建保5年（1217年）従三位に叙せられ公卿に列すと、建保6年（1218年）正三位・権中納言、承久元年（1219年）従二位、承久2年（1220年）権大納言、承久3年（1221年）正二位と、摂関家の子弟として順調に昇進する。
寛喜3年（1231年）権大納言のすぐ下の序列であった右近衛大将・西園寺実氏が基家を越えて内大臣に任ぜられたためか籠居する。摂政の子にして母は関白の娘、兄は現任摂関という出自に加えて、歌道に対しても並々ならぬ意欲で取り組んだ基家にとって、看過できない人事であったと考えられる。
嘉禎2年（1236年）大納言、嘉禎3年（1237年）末にようやく内大臣に昇進する。翌暦仁元年（1238年）上表して内大臣を辞した。以後、薨去するまで出家せず「前内大臣」として歌壇で活躍した。なお、ライバルとも言える衣笠家良よりも先に内大臣となったため、内大臣を辞してからも序列は常に家良より上であった。

## 人物
承久の乱の後、京における歌界で活躍し、一方では隠岐国に配流となっていた後鳥羽上皇と連絡をとりながら遠島歌合などに参加している。藤原定家が亡くなった後は定家の子為家と対立したが、弘長2年（1262年）「続古今和歌集」の撰者の一人に選ばれた。また「弘長百歌」「弘安百歌」に参加し、「和漢名所詩歌合」「雲葉和歌集」を撰出している。歌風は華麗でしかも古風を好み、葉室光俊（為家と対立的立場を取った）に近い立場を取った。「新時代不同歌合」の編者と見る説がある。「古来歌合」（散逸）を編纂したか。「新三十六歌仙」の一人として『新三十六人撰』に10首が撰ばれている。自身の家集もあったが散逸している。
早くから作歌に熱心であったものの藤原定家が単独撰者であった『新勅撰和歌集』に1首も採られなかったことも遠因であるか。藤原定家は基家よりも衣笠家良を評価していたようである。
『源氏物語』の注釈書である幻中類林（及び光源氏物語本事）の著者とする説がある。

## 逸話
『徒然草』第223段には、基家が鶴殿内大臣と呼ばれているのは鶴を飼っているからではなく幼名が「鶴殿」であったため、と俗説を正す記事がある。

## 官歴
以下、『公卿補任』と『尊卑分脈』の内容に従って記述する。
- 建保3年（1215年） 1月9日：正五位下（直叙）。1月13日：侍従。4月11日：右近衛少将。7月12日：右近衛中将。12月16日：従四位下
- 建保4年（1216年） 1月13日：兼播磨介。12月14日：従四位上
- 建保5年（1217年） 1月6日：従三位。
- 建保6年（1218年） 1月5日：正三位。2月12日：権中納言（不経参議）、右中将兼帯[4]。
- 承久元年（1219年） 4月8日：従二位
- 承久2年（1220年） 1月22日：権大納言
- 承久3年（1221年） 12月15日：正二位
- 貞応元年（1222年） 12月21日：母の喪から復任
- 寛喜3年（1231年） 4月：籠居
- 嘉禎2年（1236年） 6月9日：大納言
- 嘉禎3年（1237年） 12月17日：任大臣宣旨。同月25日：内大臣
- 暦仁元年（1238年） 6月7日：辞内大臣
- 弘安3年（1280年） 7月11日：薨去

## 系譜
- 父：九条良経
- 母：藤原寿子 - 従二位、松殿基房娘
- 妻：一条高能娘
- 生母不明の子女
  - 男子：月輪良基
  - 男子：藤原経家